# Gabriel García Narezo
Gabriel García Narezo (Barcelona, 16 de setembre de 1916) és un poeta i polític mexicà d'origen espanyol, fill del pintor, editor i escriptor castellà Gabriel García Maroto i de la mexicana Amelia Narezo Dragonné.

## Biografia
Va ser poeta i durant la Guerra Civil espanyola, comissari polític de les brigades XII i XIII de l'Exèrcit Popular de la República. Va imprimir llavors l'obra de teatre polític ¡Hacia la victoria! (¿Valencia?: Subcomisariado de Propaganda, 1937).
En acabar la guerra civil fou empresonat fins al 1947, quan aconseguí marxar cap a Mèxic, on es va unir als seus pares, que hi eren des del 1939. En l'exili mexicà va publicar diversos poemaris, i es convertia en un important dirigent del Partit Comunista d'Espanya a l'exili. Va obtenir el prestigiós premi de poesia castellana Juan Boscán de 1967, així com l'Olímpic de poesia de la XIX Olimpíada (Mèxic, 1968) amb Para despertar a los hombres que duerman. Va ser el primer guanyador del Premi Nacional de Poesia Carlos Pellicer amb el seu llibre Oráculo de sombras en 1977. Va col·laborar en les publicacions mexicanes Novedades (1958) i Nivel (1973) i va publicar i va traduir per l'editorial Novaro de Mèxic diverses biografies, enciclopèdies i textos divulgatius per als joves.

## Obres
- ¡Hacia la victoria! (¿Valencia?: Subcomisariado de Propaganda, 1937), teatro.
- Desde esta orilla, México: Ediciones Nuestro Tiempo, 1956.
- De donde nace el sueño.	Barcelona, Instituto Catalán de Cultura Hispánica, 1969
- Oráculo de sombra, Cárdenas, Tabasco: Ayuntamiento y Casa de la Cultura, 1978
- Aurora encadenada: poemas españoles de ira y esperanza México: Talleres Gráficos de Librería, 1955.
- Verse espejo. La Paz, B. C. Sur (México): Gobierno del Estado de Baja California Sur, Secretaría de Bienestar Social, Dirección de Cultura, [1989]
- Para decir en voz baja. México, Gráficas Menhir, 1968.
- Para despertar a los hombres que duerman. [México] Finisterre [1970]
- Palabra y vida. México, Editorial Luz, [1958]
- Amb Ceferino Palencia, Cuentos del país de las nieves: cuentos populares rusos México : Renacimiento, 1962.
- El arte árabe español. México: Editorial Patria, 1953.
- Minerales México: Organización Editorial Novaro, ©1975.
- Peces México, D. F.: Organización Editorial Novaro, 1974.
- Geografía de México México: Organización Editorial Novaro, 1975.
- Animales feroces México: Organización Editorial Novaro, 1976.
- Mariposas, México: Organización Novaro, 1976.
- Las regiones Árticas y sus animales México: Novaro, 1973.
- Historia de México México : Novaro, 1975.
- Diccionario enciclopédico Novaro México: Organización Editorial Novaro, 1973.
- Diccionario escolar Novaro enciclopédico México: Novaro, 1977.
- Amb Gabriel García Maroto, 31 expresiones plásticas de José García Narezo, y ocho juicios acerca de su arte. México, 1943.
- Leyendas indígenas americanas... Versió literària de César Pérez de Francisco, Gabriel García Narezo, Juan Manuel Sapiña. México, 1965.